# Chrynicki

Chrynicki

Chrynicki II

Chrynicki (Węda) – polski herb szlachecki.

## Opis herbu
Juliusz Karol Ostrowski przytacza dwa warianty tego herbu. Opisy z wykorzystaniem zasad blazonowania, zaproponowanych przez Alfreda Znamierowskiego:
Chrynicki: W polu czerwonym krzyż srebrny, odwrócony, rozdarty u góry, z końcami zagiętymi ku bokom tarczy, zakończonymi żeleźcami strzały (krzyż z zaćwieczoną wędą).
Chrynicki II: W polu czerwonym krzyż kawalerski srebrny, odwrócony, rozdarty u góry w wąs (kotwica odwrócona, zakończona krzyżem).
Klejnot w obu wariantach: pięć piór strusich.
W wieku XVI, z którego pochodzą pierwsze wzmianki o herbie, znano wariant II herbu i to właśnie on jest przytaczany m.in. przez Józefa Szymańskiego jako wariant podstawowy. Nie znano wówczas jeszcze barw herbu.

## Najwcześniejsze wzmianki
Bezbarwny wizerunek herbu pojawia się po raz pierwszy w Herbach rycerstwa polskiego Bartosza Paprockiego oraz w Gnieździe cnoty tego samego autora. Juliusz Karol Ostrowski pisze, że jest to jeden ze starszych herbów ruskich. Kasper Niesiecki podaje, że używała go rodzina Chrynickich z Wołynia.

## Legenda herbowa
Według Kaspra Niesieckiego, herb z krzyżem i wędą miał otrzymać rycerz, który, zaskoczony przez Tatarów przy łowieniu ryb, część z nich pokonał w walce, część zaś wziął w niewolę.

## Herbowni
Tadeusz Gajl wymienia dwa rody herbownych:
Chrynicki (Chrennicki, Hranicki), Chyczewski (Hyczewski).